# José Francisco de Meneses Sobral
José Francisco de Meneses Sobral (São Cristóvão, 1 de novembro de 1788 — Simão Dias, 4 de agosto de 1854) foi um padre e político brasileiro.
Foi presidente da província de Sergipe quatro vezes, primeiramente como membro da Junta governativa sergipana de 1822-1824, de 1 de outubro de 1822 a 5 de março de 1824, de 4 de maio a 21 de julho de 1831, de 13 de dezembro de 1844 a 15 de abril de 1845, e de 3 de julho a 16 de outubro de 1847.